# 润河镇
润河镇，是中华人民共和国安徽省阜阳市颍上县下辖的一个乡镇级行政单位。

## 行政区划
润河镇下辖以下地区：
建设街社区、中心街社区、顺河街社区、振兴村、陈楼村、双洋村、汪堂村、六庄寺村、五里村、陶徐村、凌楼村、曹田村、洪庄湖村、富坝村和沿河村。